# Stemma delle Figi
Lo stemma delle Figi è stato adottato nel luglio 1908.

## Descrizione
Lo stemma è costituito da uno scudo araldico suddiviso in quattro partizioni create da una Croce di San Giorgio e che presenta come carico un leone color oro. Sulla prima porzione dello scudo sono raffigurate tre canne da zucchero, sulla seconda un albero di cocco, sulla terza una colomba con un ramoscello d'ulivo in bocca e sulla quarta un casco di banane. Sullo scudo è un capo di rosso al leopardo d'oro, incoronato e con un frutto di cacao nelle sue mani.
Lo scudo è sostenuto da due guerrieri delle Figi, uno a destra e uno a sinistra, che portano rispettivamente una lancia e un'altra arma tipica chiamata ananas. Sulla parte superiore dello scudo come cimiero è raffigurata una canoa polinesiana. 
Il motto dello stemma, collocato in basso su nastro bianco, è Rerevaka na Kalou ka doka na Tui ("Temi Dio e onora il re").
Lo scudo dello stemma è presente sulla bandiera delle Figi.